# Park Min-young
Park Min-young (* 4. März 1986 in Seoul) ist eine südkoreanische Schauspielerin.

## Karriere
Sie ist Absolventin der Dongguk University.
Park Min-young ist durch koreanische Fernsehdramen bekanntgeworden. 2011 spielte sie in The Cat erstmals in einem Spielfilm mit.

## Filmografie

### Filme
- 2011: The Cat (고양이)

### K-Dramen
- 2006: High Kick! (거침없이 하이킥)
- 2007: I Am Sam (아이 엠 샘)
- 2008: Hometown Legends (전설의 고향)
- 2009: Princess Ja Myung Go (자명고)
- 2010: Running (런닝, 구)
- 2010: Sungkyunkwan Scandal (성균관 스캔들)
- 2011: City Hunter (시티헌터)
- 2011: Glory Jane (영광의 재인)
- 2012: Time Slip Dr. Jin (타임슬립 닥터 진)
- 2014: A New Leaf
- 2014–2015: The Healer
- 2015: Remember – War of the Son (리멤버 – 아들의 전쟁)
- 2016: Braveness of Ming (Jin Yi Ye Xing)
- 2018: What’s Wrong with Secretary Kim (김비서가 왜 그럴까)
- 2019: Her Private Life
- 2020: When the Weather is Fine (날씨가 좋으면 찾아가겠어요)
- 2022: Forecasting Love and Weather (기상청 사람들: 사내연애 잔혹사 편)
- 2022: Love in Contract
- 2024: Heirate meinen Mann (내 남편과 결혼해줘)

### Musikvideos
- 2007: „Don’t Say Goodbye“ von I
- 2008: „Haru Haru“ („하루하루“) von Big Bang
- 2009: „A Love Story“ von Gavy NJ

## Auszeichnungen
- 2007
  - KBS Drama Awards: Beste Nachwuchsschauspielerin für I Am Sam
  - MBC Drama Awards: Beste Nachwuchsschauspielerin in der Kategorie Comedy für High Kick!

- 2008
  - KBS Drama Awards: Special Drama/One Act Drama (actress) für Hometown Legends

- 2010
  - KBS Drama Awards: Beste Schauspielerin, Bestes Paar (zusammen mit Park Yoochun) und Netizens Award für Sungkyunkwan Scandal

- 2011
  - KBS Drama Awards: Beste Schauspielerin für Glory Jane
- 2017
  - Asia Artist Awards: Best Celebrity Award  für Queen for Seven Days[3]